# Луція Ель-Дахаїбіова
Луція Ель-Дахаїбіова (словац. Lucia El-Dahaibiová; нар. 22 січня 1989, Нове Замки, Чехословаччина) — словацька футболістка, воротар клубу «Петржалка 1898» та національної збірної Словаччини.

## Клубна кар'єра
Футбольну кар'єру розпочала в молодіжній команді «Уніон» (Нове Замки), а в 2004 році перейшла до дорослої команди вище вказаного клубу. 6 вересня 2006 року покинула Нове Замки й перейшла в оренду до «Слован Душло» (Шаля). 30 травня 2007 року повернулася до «Уніон» (Нове Замки) і виступала за клуб у сезоні 2007/08 років у першому дивізіоні. 6 серпня 2008 року знову повернулася в оренду до «Слована Душло» (Шаля), у футболці якого 2008 року дебютувала в жіночому кубку УЄФА. 23 липня 2009 року підписала повноцінний контракт зі «Слованом Душло». Три роки грала за команду, перш ніж 11 вересня 2012 року перейшла до чемпіона «Слован» (Братислава). Після одного сезону вона знову покинула клуб і підписала контракт з іспанським клубом першого дивізіону «Спортінг» (Уельва). «Спортінг» (Уельва) належить Фундасьйон Сан-Хуан, де також працювала тренером воротарів у молодіжній команді. Шість місяців по тому покинула Іспанію й переїхала до Італії, де в лютому 2014 року приєдналася до «Наполі».

## Кар'єра в збірній
У футболці національної збірної Словаччини дебютувала в кваліфікації чемпіонату світу 2011 року в поєдинку проти Німеччини. Станом на січень 2014 року була дублеркою Марії Коренчової

## Особисте життя
У 2007 році закінчила середню школу міста Нове Замки, а потім вивчала комунікативні (соціальні) науки в Університеті Коменського в Братиславі.